# Бураковский, Александр Захарович
Александр Захарович Бураковский (1841—1898) — русский педагог, мемуарист, драматург, артист.

## Биография
Сын офицера. Один год учился в 3-й петербургской гимназии, поступил казённокоштным учащимся в Петербургское коммерческое училище, которое оставил в 1860 году ради театральной сцены. Профессиональный актёр (с 1867). Работал во многих провинциальных труппах. Приобрёл известность как незаурядный опереточный актёр, хотя, по признанию Бураковского, играл большей частью в драмах. В мемуарах «Почти полвека. Воспоминания артиста» (1902) и «Закулисная жизнь артистов» (ч. 1―4, 1906) Бураковский воссоздал быт и нравы провинциальных русских театров второй половины XIX в., нарисовал портреты известных актёров ― Н. Х. Рыбакова, В. Н  Андреева-Бурлака, В. П. Далматова, антрепренёров и других театральных деятелей.
Как драматург выступил впервые в 1869 году ― фарс «Курские Дон-Жуаны, или Муж и жена жаждут любви» (Курск). Бураковский написал более 50 театральных пьес (комедий, фарсов, водевилей), которые давались на провинциальных сценах и в столицах. Часть из них ― в соавторстве с женой, печатавшейся под псевдонимами М. Делорм и Д. Александров. Некоторые из пьес Бураковского подписаны псевдонимом Грешный. Драматические произведения Бураковского были рассчитаны на невзыскательную публику, исключительно для поднятия сборов в театрах, где он служил. Среди них ― «Вилка без ножа, или Наши адвокаты в затруднительном положении» (М., 1880), «Змея, или В семействе дом пошёл вверх дном» (СПб., 1883), «Тёща алкоголика» (М., 1902), «Веселый доктор с Живодёрки» (М., 1905). Бураковский ― автор «Житейских отголосков» (1877―1879) ― собрания эстрадных и опереточных куплетов, содержащих отклики на злободневные темы.